# Великокомишуваська сільська рада
Вели́кокомишува́ська сільська́ ра́да — адміністративно-територіальна одиниця та орган місцевого самоврядування в Барвінківському районі Харківської області. Адміністративний центр — село Велика Комишуваха.

## Загальні відомості
- Великокомишуваська сільська рада утворена в 1927 році.
- Територія ради: 92,206 км²
- Населення ради: 886 осіб (станом на 2001 рік)
- Територією ради протікають річки Сіверський Донець, Молодецька.

## Населені пункти
Сільській раді були підпорядковані населені пункти:
- с. Велика Комишуваха
- с. Барабашівка

## Склад ради
Рада складалася з 14 депутатів та голови.
- Голова ради: Мухін Анатолій Анатолійович
- Секретар ради: Шматок Галина Василівна

### Керівний склад попередніх скликань
| Прізвище, ім'я, по батькові | Основні відомості                                                         | Дата обрання | Дата звільнення |
| --------------------------- | ------------------------------------------------------------------------- | ------------ | --------------- |
| Мухін Анатолій Анотолійович | Сільський голова, 1967 року народження, безпартійний                      | 26.03.2006   | 31.10.2010      |
| Мухін Анатолій Анатолійович | Сільський голова, 1967 року народження, освіта вища, член Партії регіонів | 31.10.2010   |                 |

Примітка: таблиця складена за даними сайту Верховної Ради України

### Депутати
За результатами місцевих виборів 2010 року депутатами ради стали:

#### За суб'єктами висування
| Суб'єкт висування           | Кількість обраних депутатів | %    |
| --------------------------- | --------------------------- | ---- |
| Партія регіонів             | 13                          | 92,9 |
| Комуністична партія України | 1                           | 7,1  |

#### За округами
| № округу                    | Прізвище, ім'я, по батькові    | Дата визнання обраним | Освіта             | Партійна приналежність | Відомості про обраного депутата                              |
| --------------------------- | ------------------------------ | --------------------- | ------------------ | ---------------------- | ------------------------------------------------------------ |
| Комуністична партія України |                                |                       |                    |                        |                                                              |
| 2                           | Котляр Сергій Миколайович      | 02.11.2010            | середня            | позапартійний          | тимчасово не працює                                          |
| Партія регіонів             |                                |                       |                    |                        |                                                              |
| 1                           | Крят Наталія Андріївна         | 02.11.2010            | середня спеціальна | член Партії регіонів   | Поштове відділення с. В.Комишуваха, зав.поштовим відділенням |
| 3                           | Шматок Наталія Павлівна        | 02.11.2010            | вища               | позапартійна           | Великоко-мишуваська сільрада, соцпра-цівник                  |
| 4                           | Троян Зіна Іванівна            | 02.11.2010            | середня спеціальна | член Партії регіонів   | Великоко-мишуваська сільрада, землев-поряд-ник               |
| 5                           | Шматок Галина Василівна        | 02.11.2010            | вища               | член Партії регіонів   | Великокомишуваська сільрада, секретар                        |
| 6                           | Ларіончик Тетяна Олександрівна | 02.11.2010            | вища               | член Партії регіонів   | Великокомишуваська загальноосвітня школа I-III ст., вчитель  |
| 7                           | Літвіщенко Надія Іванівна      | 02.11.2010            | середня            | член Партії регіонів   | тимчасово не працює                                          |
| 8                           | Чорнобай Людмила Іванівна      | 02.11.2010            | середня спеціальна | член Партії регіонів   | пенсіонер                                                    |
| 9                           | Шейко Олена Леонідівна         | 02.11.2010            | вища               | член Партії регіонів   | Великокомишуваська сільрада, головний бухгалтер              |
| 10                          | Титаренко Ірина Миколаївна     | 02.11.2010            | вища               | член Партії регіонів   | Великокомишуваська сільрада, завідувачка ДНЗ                 |
| 11                          | Загорулько Людмила Дмитрівна   | 02.11.2010            | середня спеціальна | член Партії регіонів   | Великокомишуваська сільрада, вихователь ДНЗ                  |
| 12                          | Чорнобай Валентина Дмитрівна   | 02.11.2010            | середня            | член Партії регіонів   | пенсіонер                                                    |
| 13                          | Завгородня Наталія Миколаївна  | 02.11.2010            | середня            | член Партії регіонів   | тимчасово не працює                                          |
| 14                          | Хоменко Любов Іванівна         | 02.11.2010            | середня            | позапартійна           | тимчасово не працює                                          |